# Aesalus trogoides
Aesalus trogoides es una especie de coleóptero de la familia Lucanidae.

## Distribución geográfica
Habita en México.